# 655 Briseïs
655 Briseïs eller A907 VT är en asteroid i huvudbältet, som upptäcktes 4 november 1907 av den amerikanske astronomen Joel Hastings Metcalf i Taunton. Den är uppkallad efter Briseis i den grekiska mytologin.
Asteroiden har en diameter på ungefär 29 kilometer.